# Saison 5 d'American Dad!
Chronologie
Saison 4 Saison 6
La cinquième saison d'American Dad! a été diffusée pour la première fois aux États-Unis par la Fox entre le 28 septembre 2008 et le 17 mai 2009, elle est composée de vingt épisodes.

En France, elle a été diffusée pour la première fois à la télévision sur Canal+.

## Épisodes
| № | #  | Titre                                                                                            | Réalisation             | Scénario                         | Première diffusion | Code de prod. | Audience |
| --- | -- | ------------------------------------------------------------------------------------------------ | ----------------------- | -------------------------------- | ------------------ | ------------- | -------- |
| 59 | 1  | 1600 bougies et 36 chandelles (Le 1600e anniversaire) 1600 Candles                               | Caleb Meurer            | Rick Wiener et Kenny Schwartz    | 28 septembre 2008  | 3AJN20        | 6.89     |
| Effrayée par le début de la puberté de Steve, Francine va trouver un moyen pour qu'il reste jeune. Mais rien ne se passera comme elle l'avait prévu...                                                                                                |    |                                                                                                  |                         |                                  |                    |               |          |
| 60 | 2  | Caméléon (Le Fugitif) The One That Got Away                                                      | Tim Parsons             | Chris McKenna et Matt McKenna    | 5 octobre 2008     | 3AJN16        | 6,86     |
| À force de s'inventer des personnages, Roger se crée une deuxième vie parallèle dont il ne soupçonnait même pas l'existence... |    |                                                                                                  |                         |                                  |                    |               |          |
| 61 | 3  | Pour l'amour de son patron (Un seul mot) One Little Word                                         | Rodney Clouden          | David Zuckerman                  | 19 octobre 2008    | 3AJN18        | 6,63     |
| Stan devient le nouveau N°1 du boss, sa première mission étant de lui trouver une femme. Francine doit donc garder sa fille A.J., ce qui la fatigue au plus haut point...                                                                             |    |                                                                                                  |                         |                                  |                    |               |          |
| 62 | 4  | Les femmes choisissent toujours deux fois (Qui choisit prend Smith) Choosey Wives Choose Smith   | Joe Daniello            | Matt Fusfeld et Alex Cuthbertson | 2 novembre 2008    | 3AJN15        | 7,09     |
| Stan découvre l'existence de l'ancien fiancé de Francine, qu'elle croyait disparu dans un accident d'avion avant de rencontrer Stan. Il cherche alors à savoir si elle a réalisé le bon choix...                                                      |    |                                                                                                  |                         |                                  |                    |               |          |
| 63 | 5  | Le plan machiavélique (L'évasion de Pearl Bailey) Escape From Pearl Bailey                       | Bob Bowen               | Dan Vebber                       | 11 novembre 2008   | 3AJN19        | 6,54     |
| Lorsque Debbie perd les élections du lycée, Steve décide de se venger de ceux (ou plutôt celles) qui l'ont dénigrée pendant sa campagne... |    |                                                                                                  |                         |                                  |                    |               |          |
| 64 | 6  | Ça reste en famille (Les deux font la paire) Pulling Double Booty                                | John Aoshima            | Brian Boyle                      | 16 novembre 2008   | 3AJN21        | 6,76     |
| Après que Hayley se soit fait larguer par Jeff, Stan décide de contrôler avec qui elle sortira, jusqu'à ce qu'elle trouve le mari idéal. Roger et Steve abandonnent leurs vacances pour un job d'été...                                               |    |                                                                                                  |                         |                                  |                    |               |          |
| 65 | 7  | Fantôme du Téléthon (Le Fantôme du Téléthon) Telethon Ghost                                      | Brent Woods             | Mike Barker et Matt Weitzman     | 30 novembre 2008   | 3AJN22        | 5,56     |
| Stan organise un Téléthon pour contrer une restriction budgétaire de la CIA. Mais Roger ne supporte pas qu'il lui ait piqué l'idée sans que le mérite ne lui revienne...                                                                              |    |                                                                                                  |                         |                                  |                    |               |          |
| 66 | 8  | Scoliose et calvitie (Chimdale) Chimdale                                                         | Pam Cooke et Jansen Yee | Keith Heisler                    | 25 janvier 2009    | 4AJN01        | 5,72     |
| Steve a une scoliose et doit porter une armature. Bien entendu, il est la risée des élèves de son lycée. Francine, Hayley,Roger et Klauss vont se détendre au spa...                                                                                  |    |                                                                                                  |                         |                                  |                    |               |          |
| 67 | 9  | Stan l'égoïste (Le temps de Stan) Stan Time                                                      | Joe Daniello            | Jonathan Fener                   | 8 février 2009     | 4AJN02        | 4,60     |
| Stan, n'ayant pas assez de temps pour être seul, prend des pilules pour ne plus dormir. De leurs côtés, Steve et Roger doivent écrire un scénario de film porno...                                                                                    |    |                                                                                                  |                         |                                  |                    |               |          |
| 68 | 10 | Affaire de famille (Affaire de familles) Family Affair                                           | Tim Parsons             | Erik Durbin                      | 15 février 2009    | 4AJN03        | 5,88     |
| Les Smith se rendent compte que Roger les trompe en voyant d'autres familles. Ne pouvant le supporter, ils le mettent à la porte... |    |                                                                                                  |                         |                                  |                    |               |          |
| 69 | 11 | Vivre et laisser frire (Pour l'amour du gras) Live and Let Fry                                   | Albert Calleros         | Laura McCreary                   | 1er mars 2009      | 4AJN04        | 5,66     |
| Stan se voit contraint d'enfreindre la loi à la suite de l'interdiction des graisses trans, qui rendaient toute nourriture délicieuse... |    |                                                                                                  |                         |                                  |                    |               |          |
| 70 | 12 | Roy Rogers Mc Freely (Roy Roger McFrise) Roy Rogers McFreely                                     | Bob Bowen               | Brian Boyle                      | 8 mars 2009        | 4AJN05        | 5,37     |
| Roger devient président du syndic pour obtenir plus de pouvoir que Stan et faire de sa vie un enfer... |    |                                                                                                  |                         |                                  |                    |               |          |
| 71 | 13 | Le père de Stan (Le retour du père prodigue) (Le retour de Jack) Jack's Back                     | Rodney Clouden          | David Zuckerman                  | 15 mars 2009       | 4AJN07        | 5,88     |
| Stan refuse d'accompagner Steve à une course de vélo parent-enfant car son père ne lui a jamais appris. Steve va alors tenter de réconcilier Stan et son père Jack. Hayley est prise comme stagiaire dans le bar de Roger...                          |    |                                                                                                  |                         |                                  |                    |               |          |
| 72 | 14 | Arnaque à la Bar Mitzvah (Cérémonie tous risque) (Le coup de la bar mitzvah) Bar Mitzvah Shuffle | Brent Woods             | Chris McKenna et Matt McKenna    | 22 mars 2009       | 4AJN06        | 5,84     |
| Steve se fait plaquer par Debby qui part rejoindre un jeune juif, Etan, plus mature que lui. Il décide de saboter sa Bar Mitzvah pour prouver à Debby qu'Etan n'est pas aussi mature qu'elle ne le croit...                                           |    |                                                                                                  |                         |                                  |                    |               |          |
| 73 | 15 | Assurance conjugale (Assurance-épouse) Wife Insurance                                            | John Aoshima            | Erik Sommers                     | 29 mars 2009       | 4AJN08        | 6,02     |
| Francine se rend compte que Stan à une femme lui servant de "Plan B" au cas où elle meurt. Elle décide à son tour de prendre un plan B. Cet épisode marque aussi le retour de Wheels et Legman, les deux détectives incarnés par Steve et Roger...    |    |                                                                                                  |                         |                                  |                    |               |          |
| 74 | 16 | Père et fils (Aventures en Delorean) Delorean Story-an                                           | Joe Daniello            | Matt Fusfeld et Alex Cuthbertson | 19 avril 2009      | 4AJN09        | 5,72     |
| Stan emmène Steve à la recherche de la dernière pièce de la Delorean qu'il construit afin de se rapprocher de son fils... |    |                                                                                                  |                         |                                  |                    |               |          |
| 75 | 17 | Vainqueurs et vaincus Every Which Way But Lose                                                   | Pam Cooke et Jansen Yee | Steve Hely                       | 26 avril 2009      | 4AJN10        | 5,13     |
| Steve s'inscrit à l'équipe de football américain pour que Stan ne le considère plus comme un loser... |    |                                                                                                  |                         |                                  |                    |               |          |
| 76 | 18 | Le sens de la vie de Roger Weiner of Our Discontent                                              | Tim Parsons             | Laura McCreary                   | 3 mai 2009         | 4AJN11        | 5,35     |
| Roger pensait qu'il était venu sur Terre en tant que Décideur: il croyait détenir le choix de pouvoir détruire ou non la planète Terre. Toshi, agacé par les boutades de Steve, le provoque en duel...                                                |    |                                                                                                  |                         |                                  |                    |               |          |
| 77 | 19 | Conjoints embarrassants Daddy Queerest                                                           | Albert Calleros         | Nahnatchka Khan                  | 10 mai 2009        | 4AJN12        | 4,88     |
| Terry n'ose pas révéler son homosexualité à son père. Il lui cache alors la vérité en faisant croire qu'il a eu un enfant avec Francine. Steve arrive à se procurer de l'alcool grâce à Roger, qui a trouvé un nouveau moyen de gagner de l'argent... |    |                                                                                                  |                         |                                  |                    |               |          |
| 78 | 20 | Une nuit de folie Stan's Night Out                                                               | Bob Bowen               | Jim Bernstein                    | 17 mai 2009        | 4AJN13        | 5,64     |
| Stan veut rompre avec la monotonie de ses soirées en sortant avec ses collègues de travail. Roger entre en compétition avec Hayley pour savoir qui des deux est la plus sexy...                                                                       |    |                                                                                                  |                         |                                  |                    |               |          |